# توماس كيلي (سياسي)
توماس كيلي هو قاضي وسياسي كندي، ولد في 1833، وتوفي في 1893.